# Налбандян, Ованес Аракелович
Оване́с Араке́лович (Иоаннес Романович) Налбандя́н (1871, Симферополь — 1942, Ташкент) — российский и советский скрипач, музыкальный педагог. Первый наставник Яши Хейфеца в Петербургской консерватории. Заслуженный артист РСФСР (1926). Заслуженный деятель искусств РСФСР (1937).

## Биография
Родился в небогатой армянской семье. Его отец был владельцем лавки по продаже краски.
Начал учиться игре на скрипке с девяти лет и уже с одиннадцати концертировал во многих городах российского юга. В частности, выступал в доме Ивана Айвазовского в Крыму.
В 1886 году поступил в Петербургскую консерваторию в класс Леопольда Ауэра. Окончил её в 1894 г. со званием лауреата. Затем совершенствовал своё мастерство в Берлине под руководством Йозефа Иоахима, заслужив восторженные отзывы. Высоко оценивал его исполнительский уровень и Пабло Сарасате. Некоторое время преподавал в музыкальной школе Гижицкого в Риге, где его ассистентом был Яков Магазинер.
Вернувшись в Россию, вёл активную концертную деятельность: в дореволюционное время часто выступал в благотворительных мероприятиях и давал ежегодно один-два сольных концерта в Малом зале Петербургской филармонии. Жил в Петербурге с матерью (женился поздно, под сорок) и братом, банковским служащим.
С 1895 года был ассистентом (адъюнктом) Ауэра в Петербургской консерватории, с 1908 — профессор; преподавал до конца своей жизни. Среди учеников Налбандяна — Миша Эльман, Ефрем Цимбалист, Илья Лукашевский, Юрий Янкелевич, Цецилия Ганзен, Роман Матсов и многие другие. По отзывам учеников, был очень талантлив: «Это был педагог-импровизатор… Здесь не было сухого учительства».
Наиболее выдающийся из учеников — Яша Хейфец, для которого явился первым консерваторским педагогом. Занимался с ним в течение полутора лет в 1910—1911 гг., до перехода Хейфеца непосредственно к Ауэру. В то время консерватория принимала учащихся подросткового возраста, и Яша попал к Налбандяну девятилетним. Налбандян оказал организационную поддержку семье Хейфеца, а также согласился заниматься с ним бесплатно. Последний раз учитель и его воспитанник виделись в 1934 году во время гастролей Хейфеца в Ленинграде.
После революции 1917 года, в отличие от большинства учеников класса Ауэра, остался в Советской России, работал в Ленинградской консерватории, продолжал выступать. Стал заслуженным артистом РСФСР (1926) и заслуженным деятелем искусств РСФСР (1937). Умер в эвакуации во время Великой Отечественной войны.